# Courcité

Courcité este o comună în departamentul Mayenne, Franța. În 2009 avea o populație de 936 de locuitori.